# Sacrario delle Bandiere
Il Sacrario delle Bandiere è uno dei musei delle forze armate italiane. Raccoglie e custodisce le bandiere di guerra dei reparti disciolti, delle unità navali radiate dal quadro del naviglio dello Stato, nonché le bandiere degli Istituti militari e delle unità appartenenti ai corpi armati dello Stato (Esercito Italiano, Aeronautica militare, Marina Militare, Arma dei Carabinieri, Polizia di Stato, Polizia penitenziaria e Guardia di Finanza).
Il sacrario si trova all'interno del Vittoriano a Roma, e il suo ingresso è situato lungo via dei Fori Imperiali, all'interno del Museo centrale del Risorgimento al Vittoriano. Dall'interno del Sacrario delle Bandiere si accede alla cripta del Milite Ignoto, locale da cui è possibile vedere il lato del sacello della tomba del soldato sconosciuto che dà verso gli spazi interni del Vittoriano.

## Storia

### Lo studio di Giuseppe Sacconi
Prima del 1935, gli ambienti che ospitano il Sacrario delle Bandiere erano utilizzati come studio personale da Giuseppe Sacconi, architetto progettista del Vittoriano. Qui egli si occupò per quasi vent'anni della direzione dell'immenso cantiere.
In questi spazi il Sacconi ideò le varie soluzioni decorative e ne studiò la coerenza linguistica; qui si confrontava con il patrimonio dell'architettura classica, trovandone fonte d'ispirazione per gestire l'armonia dei grandi volumi del vastissimo edificio. Spessissimo, però, doveva malvolentieri interrompere i suoi studi per dare delucidazioni ai tanti fornitori, capimastri, contabili e scalpellini; quando riceveva i suoi diretti collaboratori e gli scultori, era invece felice di fornire indicazioni, anche modellando la creta e abbozzando disegni a mano libera per definire i tanti dettagli necessari alla prosecuzione del cantiere.
Nei locali del Sacrario era conservato anche l'archivio personale di Sacconi, relativo sia al cantiere del Vittoriano, sia alle altre sue opere architettoniche e ai restauri. Tutto il materiale relativo al Vittoriano si trova ora presso la Soprintendenza ai Beni Architettonici e del Paesaggio di Roma, tranne alcune tavole rimaste alla famiglia.

### La nascita del Sacrario
Le premesse dell'istituzione di un "Sacrario delle Bandiere" si ebbero durante una manifestazione che avvenne il 24 maggio 1935, organizzata al Vittoriano, che era dedicata al ventennale dell'entrata in guerra dell'Italia nel primo conflitto mondiale. 
Nell'occasione fu effettuato il trasferimento al Vittoriano delle bandiere di guerra dei reggimenti disciolti, che erano in precedenza conservate a Castel Sant'Angelo. Lo spazio espositivo del Sacrario delle Bandiere fu poi inaugurato e aperto al pubblico decenni dopo, il 4 novembre 1968, in occasione della Giornata dell'Unità Nazionale e delle Forze Armate.
Il Sacrario delle Bandiere accoglie e custodisce le bandiere di guerra dei reparti disciolti, delle unità navali radiate dal quadro del naviglio dello Stato, nonché le bandiere degli Istituti militari e delle unità appartenenti ai corpi armati dello Stato (Esercito Italiano, Aeronautica militare, Marina Militare, Arma dei Carabinieri, Polizia di Stato, Polizia penitenziaria, Guardia di Finanza, Corpo forestale dello Stato).

## La cripta del Milite Ignoto

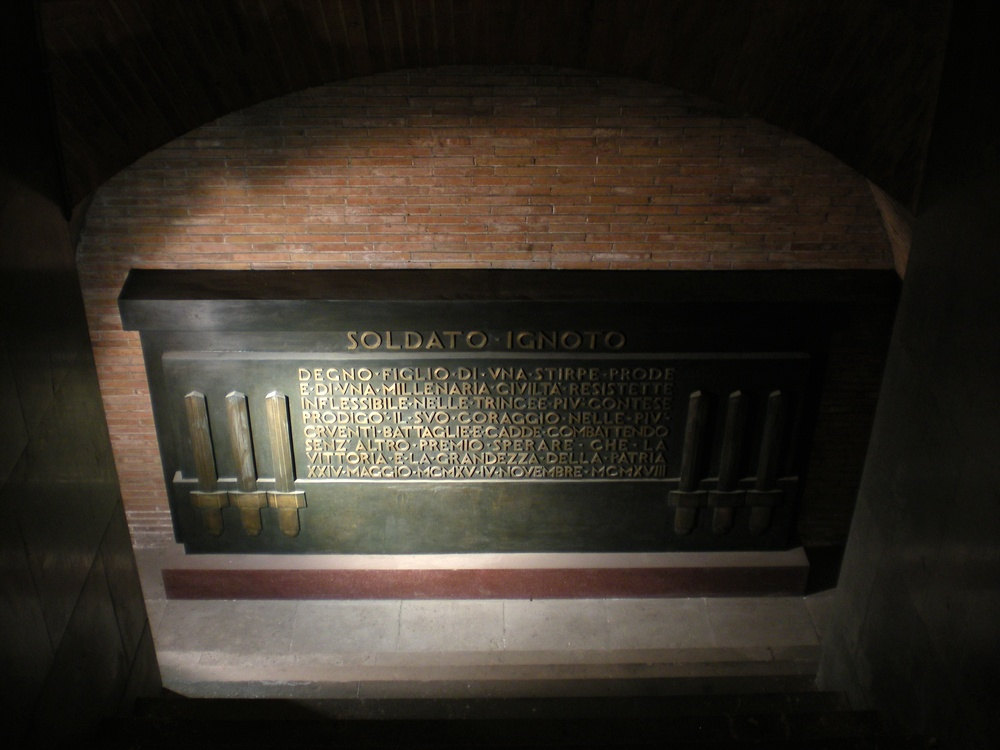
Il sacello del Milite Ignoto visibile dalla cripta interna al Vittoriano, il cui accesso si trova all'interno del Sacrario delle Bandiere

Dall'interno del Sacrario delle Bandiere si accede alla cripta del Milite Ignoto, locale da cui è possibile vedere il lato del sacello della tomba del soldato sconosciuto che dà verso gli spazi interni del Vittoriano. La cripta si trova quindi in corrispondenza dell'Altare della Patria, da cui invece si può vedere il lato della tomba che dà verso l'esterno dell'edificio. L'area intorno alla cripta del Milite Ignoto è stata adeguatamente valorizzata e attrezzata. Al suo interno si può vedere, su uno schermo, il filmato originale che racconta il viaggio in treno del Milite Ignoto da Aquileia a Roma, dove fu poi solennemente sepolto il 4 novembre 1921 in occasione della Giornata dell'Unità Nazionale e delle Forze Armate.

## Le esposizioni

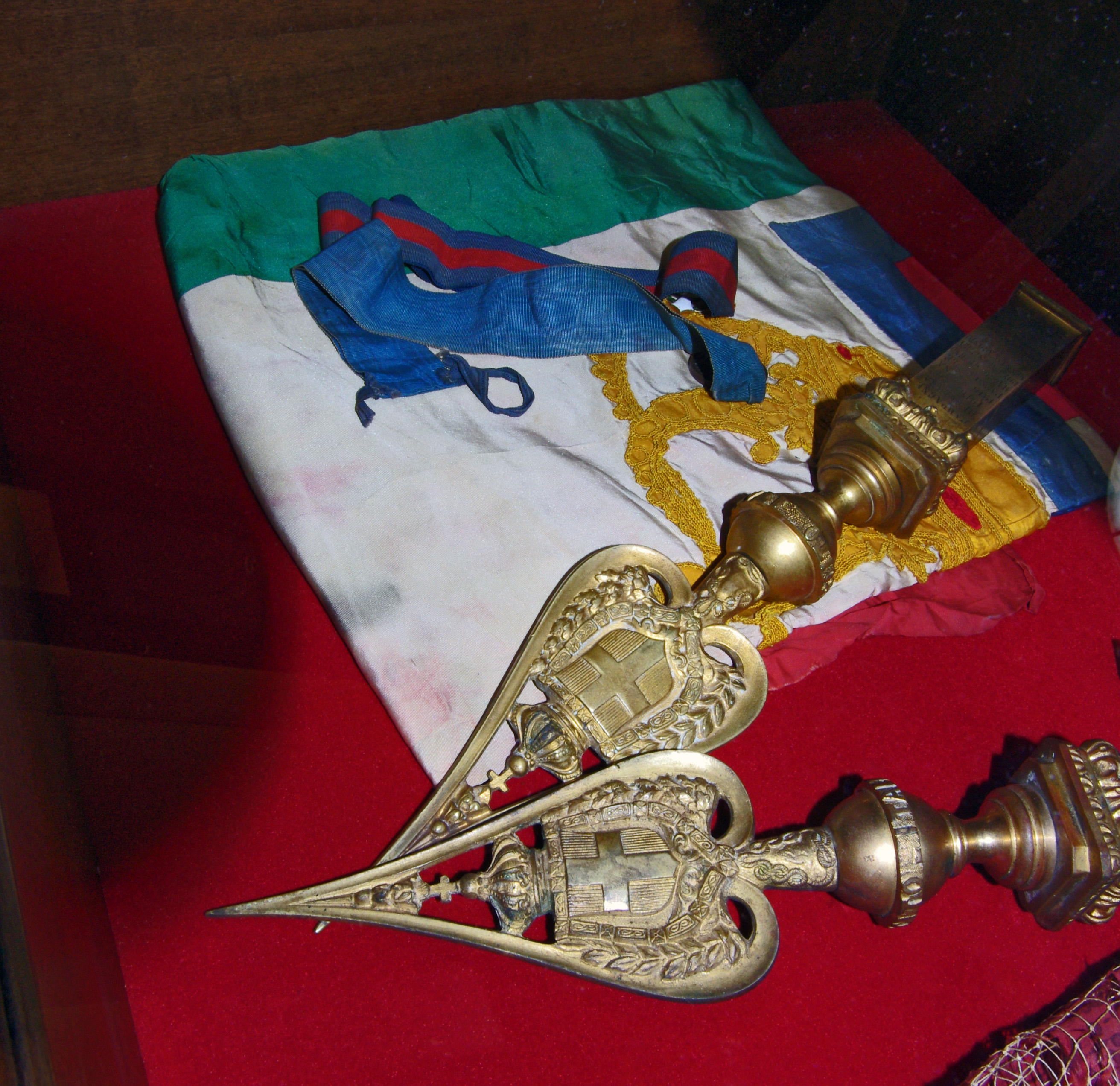
Bandiera militare del Regno d'Italia con puntali, conservata al Sacrario delle bandiere

Il Sacrario delle Bandiere ha lo scopo di conservare le bandiere di combattimento delle unità militari disciolte e dei vessilli militari in uso dal Risorgimento fino al termine del secondo conflitto mondiale. Al piano inferiore trovano posto le bandiere e gli stemmi di combattimento delle unità della Marina Militare, mentre al piano superiore sono esposte le bandiere di guerra delle unità abolite di tutti gli altri corpi delle forze armate italiane. 

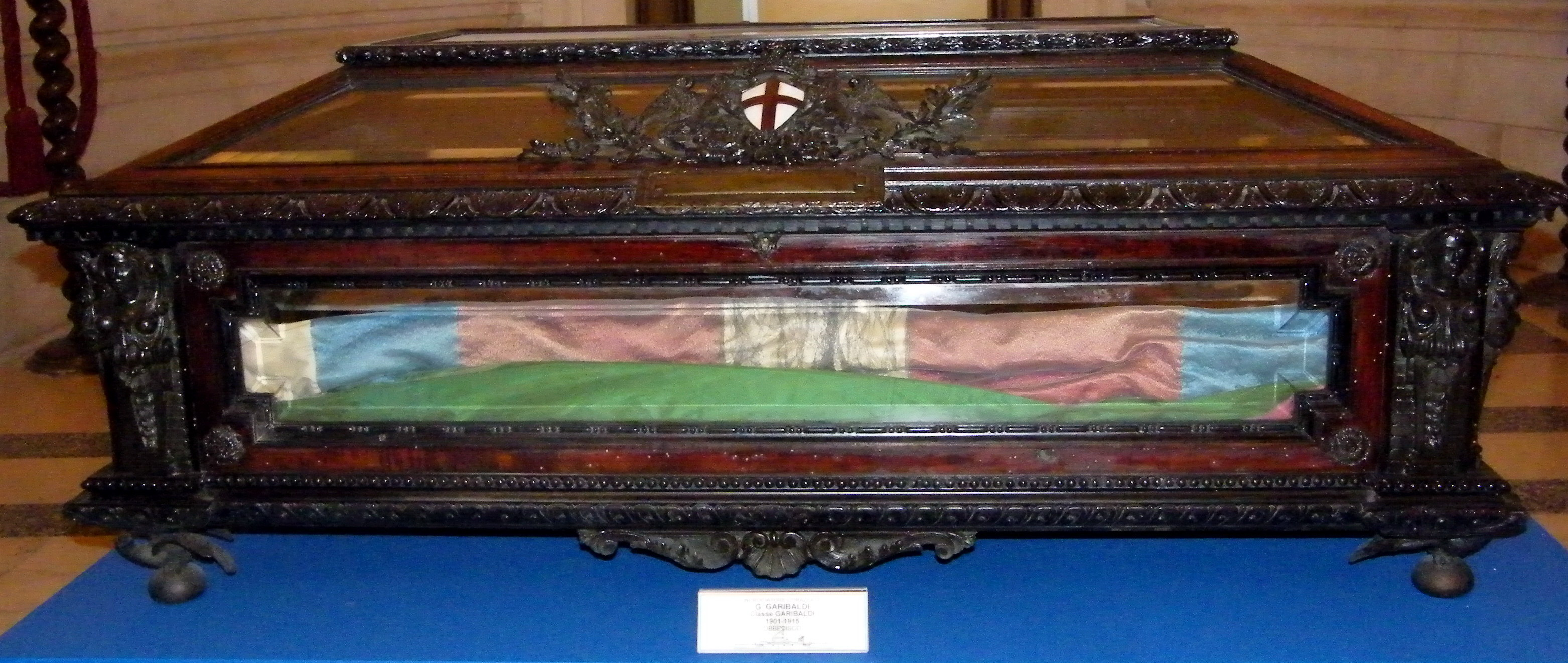
Bandiera di bompresso dell'incrociatore Garibaldi (1899)

La sezione al piano inferiore, quella che conserva i cimeli relativi alla Marina Militare, è conosciuta come Museo Sacrario della Marina Militare Italiana. È stata inaugurata il 14 giugno 1961 durante le celebrazioni del centenario dell'Unità d'Italia, che corrispose anche al centenario di fondazione della Regia Marina, Arma navale del Regno d'Italia fino al 18 giugno 1946 quando, con la proclamazione della Repubblica, assunse la nuova denominazione di Marina Militare. Grazie a questo excursus espositivo, è raccontata la storia della Marina Militare italiana, e con essa le più importanti pagine della storia bellica navale dell'Italia unita.
La bandiera più antica custodita nel Museo Sacrario della Marina Militare Italiana è del 1860: apparteneva al piroscafo Lombardo, che partecipò insieme al Piemonte alla spedizione dei Mille. Altra bandiera antica che risale al 1860 e che è conservata presso il Museo Sacrario della Marina Militare Italiana appartenne alla pirofregata Giuseppe Garibaldi, un tempo facente parte della flotta del Regno delle Due Sicilie con il nome di Borbone, che passò alla marina sarda il 6 settembre 1860 ed infine acquisita dal Regno d'Italia a unità nazionale compiuta.

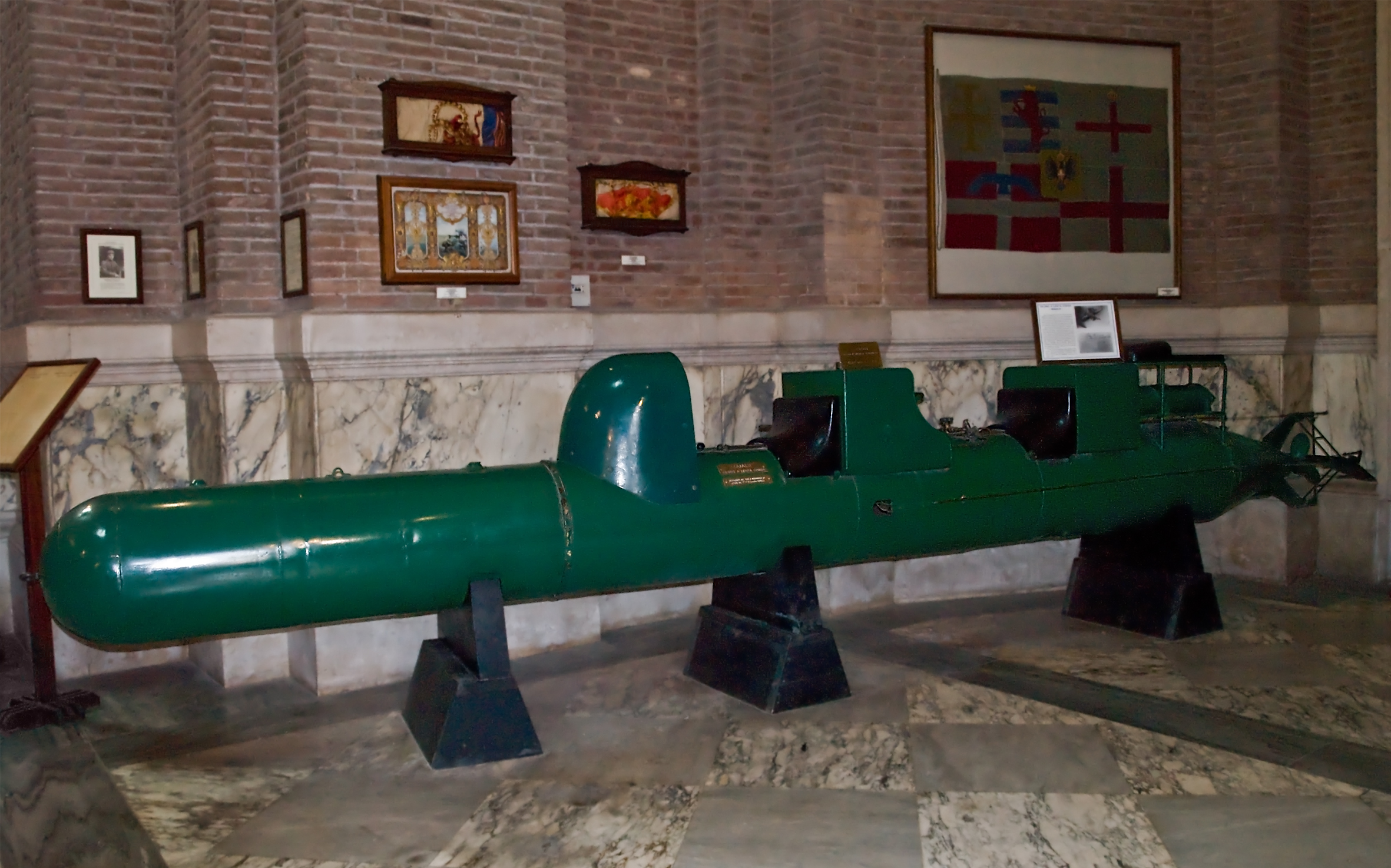
Il siluro a lenta corsa conservato al Sacrario delle Bandiere. Partecipò all'impresa di Alessandria.

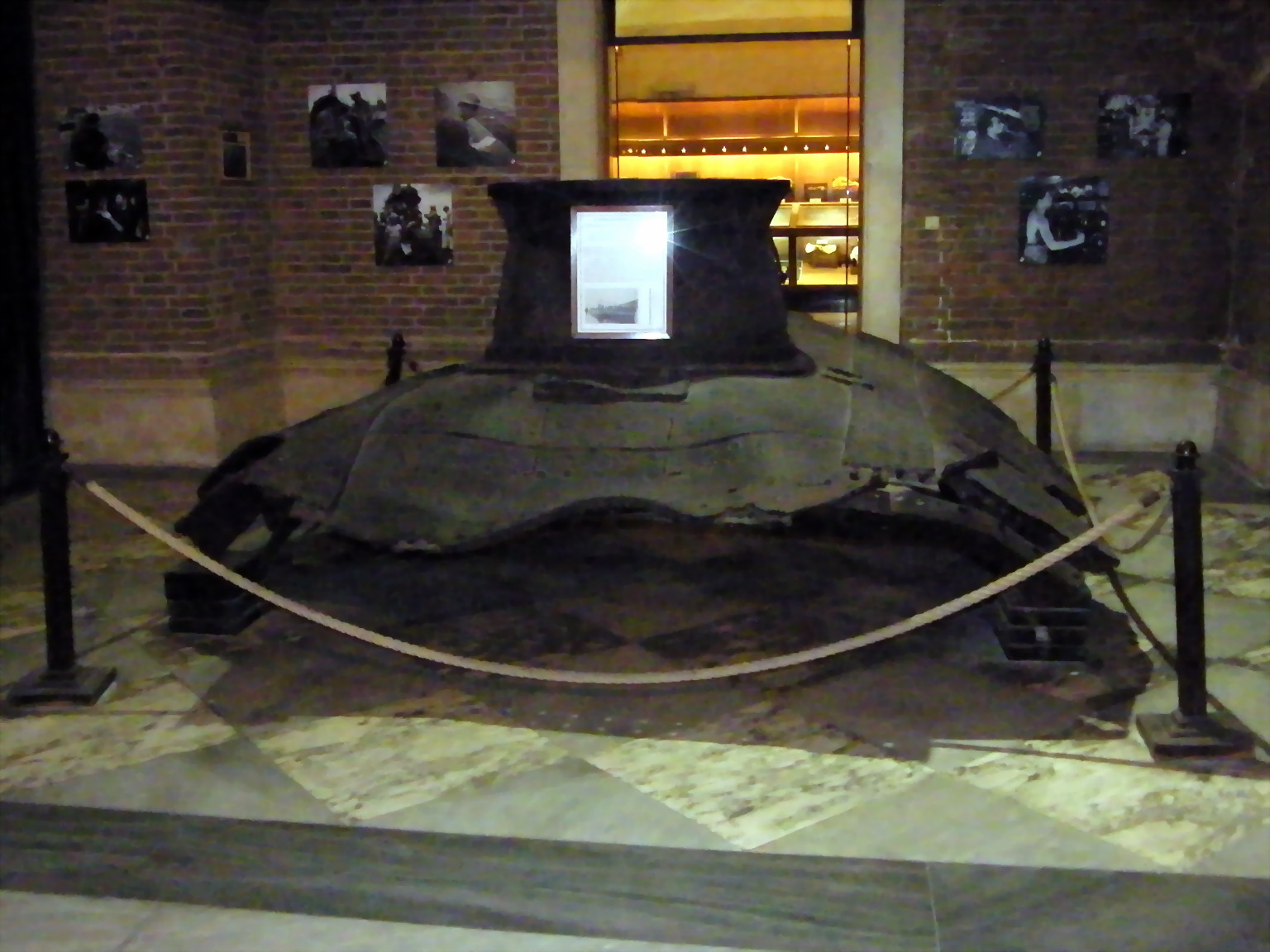
Resti del sommergibile

Tra i cimeli conservati al Museo Sacrario della Marina Militare Italiana è degno di menzione il motoscafo armato silurante MAS 15, con il quale l'allora sottotenente di vascello Luigi Rizzo compì il 10 giugno 1918 l'impresa di Premuda, azione bellica della prima guerra mondiale che gli valse la medaglia d'oro al valor militare: da Ancona raggiunse l'isola dalmata di Premuda riuscendo ad affondare la corazzata austro-ungarica SMS Szent István. Vi è anche un siluro a lenta corsa (in gergo, maiale), mezzo d'assalto inventato dagli italiani e poi copiato ed utilizzato da altre marine nel corso della seconda guerra mondiale. Nel museo è conservata anche la torretta del sommergibile Scirè, affondato in battaglia il 10 agosto 1942. Lo Scirè partecipò, il 19 dicembre 1941, a una celebre azione bellica della Seconda guerra mondiale, chiamata impresa di Alessandria, durante la quale i siluri a lenta corsa della X Mas della Regia Marina danneggiarono pesantemente due corazzate britanniche, la HMS Queen Elizabeth e la HMS Valiant, e una petroliera, la Sagona.
Presso il Museo Sacrario della Marina Militare Italiana sono poi custoditi anche cimeli relativi alle guerre, soprattutto risorgimentali, a cui hanno preso parte le unità militari e le unità navali della Regia Marina. Nei saloni si possono ammirare 272 bandiere di guerra, 82 stendardi navali e 220 cofani portabandiera ascrivibili a un periodo storico che inizia dal 1861, anno della proclamazione del Regno d'Italia, e che arriva fino alla Seconda guerra mondiale. Le bandiere sono spesso custodite in cofani che sono stati donati da associazioni e da città italiane. Alcune bandiere sono state lacerate dai militari che le avevano in custodia durante le guerre con l'obiettivo di nasconderle e di non farle cadere in mano al nemico. A conflitti terminati, queste bandiere sono state poi ricomposte.
Altri cimeli della Marina Militare degni di nota sono le bandiere della pirofregata Re di Portogallo, della corazzata Caio Duilio, della nave scuola Cristoforo Colombo, dell'incrociatore Carlo Alberto, del cacciatorpediniere Nicoloso da Recco, della corazzata Vittorio Veneto, della corazzata Italia, della corazzata Andrea Doria, nonché dei dirigibili Città di Jesi e Città di Ferrara. L'incrociatore Carlo Alberto fu usato negli esperimenti di Guglielmo Marconi, che portarono all'invenzione della radio. Sono presenti anche bandiere appartenenti a sommergibili.
Come già accennato, al Museo Sacrario della Marina Militare Italiana è affiancato, al piano superiore, un altro spazio espositivo del Sacrario delle Bandiere che conserva le bandiere degli Istituti militari e delle unità appartenenti agli altri corpi armati dello Stato, ovvero Esercito Italiano, Aeronautica Militare Italiana, Arma dei Carabinieri, Polizia di Stato, Polizia Penitenziaria e Guardia di Finanza.